# رئاسة وودرو ويلسون
استمرت فترة ولاية وودرو ويلسون في منصب الرئيس الثامن والعشرين للولايات المتحدة منذ 4 مارس 1913 حتى 4 مارس 1921. بدأت ولايته بعد فوزه في انتخابات عام 1912. كان ويلسون ديمقراطيًا شغل سابقًا منصب حاكم ولاية نيوجيرسي. حصل على أغلبية كبيرة في التصويت الانتخابي، و42% من الأصوات الشعبية في السباق الانتخابي الذي جمع أربعة مرشحين. أعيد انتخاب ويلسون في عام 1916، وهزم المرشح الجمهوري تشارلز إيفانز هيوز بهامش ضيق. اعتبره معظم الناس جنوبيًا على الرغم من قاعدته في نيوجيرسي، مما جعله أول جنوبي في البيت الأبيض منذ أندرو جونسون في عام 1869، وثاني ديمقراطي يُنتَخب رئيسًا منذ عام 1860.
كان ويلسون قوة رائدة في الحركة التقدمية، وأشرف خلال فترة ولايته الأولى على تمرير السياسات التشريعية التقدمية؛ التي لم يسبق لها مثيل حتى إطلاق الصفقة الجديدة في ثلاثينات القرن العشرين. تولى منصبه بعد شهر واحد من التصديق على التعديل السادس عشر للدستور الذي سمح بضريبة الدخل الفدرالية، وساعد في تمرير قانون الإيرادات لعام 1913، الذي أعاد فرض ضريبة الدخل الفدرالية لخفض معدلات التعرفة الجمركية. تضمنت التشريعات التقدمية الرئيسية الأخرى التي مُرِّرت خلال فترة ولاية ويلسون الأولى القانون الاحتياطي الفدرالي، وقانون لجنة التجارة الفدرالية لعام 1914، وقانون كلايتون لمكافحة الاحتكار، وقانون قرض المزارع الفدرالي. تجنب ويلسون إضراب السكك الحديدية والأزمة الاقتصادية التي أعقبت تمرير قانون أدامسون، الذي فرض 8 ساعات عمل في اليوم على عمال السكك الحديدية. اهتمت حكومة ويلسون بقضايا العرق، فعززت سياسات الفصل العنصري للوكالات الحكومية. حافظ ويلسون على سياسة الحياد عند اندلاع الحرب العالمية الأولى في عام 1914؛ وذلك مع اتباع سياسة أخلاقية في التعامل مع الحرب الأهلية في المكسيك.
هيمن دخول الولايات المتحدة في الحرب العالمية الأولى وتداعيات تلك الحرب على ولاية ويلسون الثانية. طلب ويلسون من الكونغرس في أبريل 1917 إعلان الحرب من أجل جعل «العالم آمنًا للديمقراطية»؛ وذلك عندما استأنفت ألمانيا حرب الغواصات المفتوحة. أرسل التجنيد 10000 جندي مدربين حديثًا إلى فرنسا يوميًا بحلول صيف عام 1918 من خلال قانون الخدمة الانتقائي. رفع ويلسون ضرائب الدخل على الجبهة الداخلية، وأنشأ مجلس الصناعات الحربية، وشجع التعاون النقابي، والزراعة المنظمة وإنتاج الغذاء من خلال قانون ليفر (قانون مراقبة الغذاء والوقود)، وأمَّم نظام السكك الحديدية في البلاد. طلب ويلسون من الكونغرس في خطاب حالة الاتحاد لعام 1915 ما أصبح قانون التجسس لعام 1917، وقانون التحريض على الفتنة لعام 1918، وقمع النشطاء المناهضين للتجنيد.
كثّف المدعي العام ألكساندر ميتشل بالمر الحملة في وقت لاحق لتشمل طرد المتطرفين الأجانب خلال الرعب الأحمر الأول في عامي 1919 و1920. غرس ويلسون الأخلاق في أمميته، وهي أيديولوجية يشار إليها الآن باسم «الويلسونية»، وهي سياسة خارجية ناشطة تدعو الأمة إلى تعزيز الديمقراطية العالمية. أصدر مبادئه من أجل السلام، مبادئ ويسلون الأربعة عشر، في أوائل عام 1918، وسافر إلى باريس في عام 1919 بعد توقيع هدنة مع ألمانيا (هدنة كومبين الأولى) لإبرام معاهدة فرساي. شرع ويلسون في جولة وطنية للحملة من أجل المعاهدة، والتي كان من شأنها أن تشمل دخول الولايات المتحدة في عصبة الأمم، ولكنها فقدت أهليتها بسبب إضراب في أكتوبر 1919، وشهدت المعاهدة هزيمة في مجلس الشيوخ.
خدم ويلسون ما تبقى من فترته الثانية، على الرغم من الشكوك الجسيمة حول صحته وقدرته العقلية، وسعى دون جدوى إلى ترشيح حزبه لولاية ثالثة. هزم الجمهوري وارن جي. هاردينغ المرشح الديمقراطي جيمس إم. كوكس بأغلبية ساحقة في الانتخابات الرئاسية لعام 1920، وخلف هاردينغ ويلسون في مارس 1921. صنف المؤرخون وعلماء السياسة ويلسون كرئيس فوق المتوسط، وكانت رئاسته سباقًا مهمًا لليبرالية الأمريكية الحديثة. انتُقِد ويلسون أيضًا بسبب آرائه وأفعاله العنصرية.

## الانتخابات الرئاسية لعام 1912
أصبح ويلسون مرشحًا رئاسيًا بارزًا في عام 1912 فور انتخابه حاكمًا لنيوجيرسي في عام 1910. اشتهر بالفعل كرئيس لبرنستون وكمفكر رائد، وارتفعت مكانته السياسية بعد أن هزم الرؤساء السياسيين للولاية، وبرز كزعيم وطني للحركة التقدمية لإصلاح أمريكا. بذل ويلسون جهدًا خاصًا، قبل المؤتمر الوطني الديمقراطي في عام 1912، للفوز بموافقة المرشح الرئاسي الديمقراطي وليام جيننغز بريان ثلاث مرات، والذي كان أتباعه يهيمنون بشكل كبير على الحزب الديمقراطي منذ عام 1896. اعتبر الكثيرون شامب كلارك من ميزوري، الناطق باسم مجلس النواب، المتصدر الأول للترشيح، بينما كان زعيم الأغلبية في مجلس النواب أوسكار أندروود من ألاباما يشق طريقه كمنافس. وجد كلارك دعمًا في جناح بريان في الحزب، بينما ناشد أندروود حزب الديمقراطيين البوربون المحافظين، وخاصة في الجنوب. 
فاز كلارك بالأغلبية في الاقتراع الأول للمؤتمر الوطني الديمقراطي، وفاز في الاقتراع العاشر بأغلبية المندوبين بعد أن تأرجحت آلة نيويورك تاماني هول خلفه. تطلّبت قواعد الحزب الديمقراطي فوز المرشح بثلثي المندوبين من أجل الفوز بالترشيح، واستمر التصويت. استقطبت حملة ويلسون المندوبين من خلال الوعد بمنصب نائب الرئيس للحاكم توماس آر. مارشال من إنديانا، وحوَّلت عدة وفود جنوبية دعمها من أندروود إلى ويلسون الجنوبي. فاز ويلسون أخيرًا بثلثي الأصوات في المؤتمر السادس والأربعين للاقتراع، وأصبح مارشال نائب ويلسون في الانتخابات.
واجه ويلسون معارضة شديدة الانقسام. فاز ويليام هوارد تافت بالترشيح الجمهوري بعد معركة مريرة ضد ثيودور روزفلت، وهو الرئيس الجمهوري السابق. هزم روزفلت الحزب الجمهوري، وأنشأ حزبًا ثالثًا جديدًا عُرِف باسم الحزب التقدمي. امتلك المرشح الرابع، يوجين في. دبس من الحزب الاشتراكي، قاعدة وطنية صغيرة في الحركة العمالية. أعطى الانقسام في الحزب الجمهوري للديمقراطيين كل توقعات النصر لأول مرة منذ عام 1892. برز روزفلت باعتباره المنافس الرئيسي لويلسون، وركز ويلسون وروزفلت على مهاجمة بعضهما البعض على الرغم من مشاركة المنصات التقدمية المماثلة التي دعت إلى حكومة مركزية قوية وتدخلية. 
فاز ويلسون بنسبة 435 صوتًا من أصل 531 صوتًا انتخابيًا و41.8% من الأصوات الشعبية؛ بينما فاز روزفلت بمعظم الأصوات الانتخابية المتبقية و27.4% من الأصوات الشعبية، وهو ما يمثل أحد أقوى أداء لطرف ثالث في تاريخ الولايات المتحدة. حصل تافت على 23.2% من الأصوات الشعبية مقابل 8 أصوات انتخابية فقط، بينما حصل دبس على 6% من الأصوات الشعبية. احتفظ الديمقراطيون بالسيطرة على مجلس النواب في انتخابات الكونغرس المتزامنة، وفازوا بأغلبية في مجلس الشيوخ. إن انتصار ويلسون جعله أول جنوبي يفوز بالرئاسة منذ عام 1848.

## العجز 1919-1921
أصيب ويلسون بجلطة دماغية خطيرة في 2 أكتوبر 1919، مما أدى إلى إصابته بالشلل في جانبه الأيسر، ورؤية جزئية فقط في عينه اليمنى. وُضِع في الفراش لأسابيع، وعُزِل عن الجميع باستثناء زوجته وطبيبه الدكتور كاري غرايسون. كتب الدكتور بيرت إي. بارك، جراح الأعصاب الذي فحص سجلات ويلسون الطبية بعد وفاته، أن مرض ويلسون أثر على شخصيته بطرق مختلفة، مما جعله عرضة «للاضطرابات العاطفية، وضعف التحكم في الانفعالات، وإطلاق الأحكام الناقصة». عزلته زوجته بعد أشهر من السكتة الدماغية، والتي اختارت الأمور التي تثير اهتمامه وفوضت آخرين لمجلس وزرائه. أدارت إديث ويلسون مكتب الرئيس خلال الفترة المتبقية من رئاسة ويلسون، وهو الدور الذي وصفته لاحقًا بأنه «قيادة»، إذ حددت الاتصالات وشؤون الدولة التي كانت مهمة بما يكفي للفت انتباه الرئيس طريح الفراش. استأنف ويلسون مؤقتًا الحضور الروتيني في اجتماعات مجلس الوزراء. ساعدت زوجته ومساعده جو تومولتي الصحفي لويس سيبولد في تقديم تقرير كاذب لمقابلة مع الرئيس المفترض أنه واعِ. لم يفكر ويلسون في الاستقالة إلا نادرًا، على الرغم من حالته، واستمر في الدعوة إلى التصديق على معاهدة فرساي، وخطط للترشح مرة أخرى.
كانت حالة الرئيس الحقيقية معروفة للجمهور بحلول فبراير 1920. أعرب الكثيرون عن مخاوفهم بشأن ملاءمة ويلسون للرئاسة في وقت كانت فيه معركة العصبة تصل إلى ذروتها؛ وكانت القضايا المحلية مثل الإضرابات، والبطالة، والتضخم، وخطر الشيوعية مشتعلة. لم يكن أي شخص مقرب من ويلسون، بما في ذلك زوجته أو طبيبه أو مساعده الشخصي، على استعداد لتحمل مسؤولية التصديق، كما اقتضي الدستور بأنه «لا يمتلك القدرة على أداء سلطات وواجبات المنصب المذكور». لم يحاول مارشال أخذ منصب ويلسون أبدًا، وذلك على الرغم من أن بعض أعضاء الكونغرس شجعوه لتأكيد مطالبته بالرئاسة. لم يسبق لأي رئيس مروره بحالة مثل حالة ويسلون أثناء توليه منصب الرئيس إلّا جيمس غارفيلد فقط، الذي لم تكن هناك أسرار حول اغتياله، والذي احتفظ بقدر أكبر من السيطرة على قدراته العقلية ولم يواجه مشكلات ملحة.